# Fremouw Peak
Il Fremouw Peak è una vetta alta 2550 m, che forma la fronte meridionale del ghiacciaio Prebble, nei Monti della Regina Alessandra, in Antartide.
La denominazione è stata assegnata dal Comitato consultivo dei nomi antartici in onore di Edward J. Fremouw, uno scienziato del Programma Antartico degli Stati Uniti d'America che lavorò alla Base Amundsen-Scott nel 1959.